# ホワイトニング
ホワイトニング（英: whitening）とは白くすること。美容上の用語として用いられることが多く、化粧品の分野では肌の美白の意味で、審美歯科の分野では歯を白くする意味で用いられる用語である。

## 概要
歯科におけるホワイトニングとは審美歯科の一分野であり、広義の意味では歯を白くすること全般を指す。例えば歯のクリーニング (PMTC) から始まり、ブリーチング、マニキュア、ダイレクトボンディング、ラミネートベニヤ、セラミッククラウンまで、すべてをホワイトニングと称することができる。狭義の意味ではいわゆる「ブリーチング（歯牙漂白）」のことを指し、一般に使用されているホワイトニングはこのブリーチングのことを指すことが多い。
ホワイトニングは、過酸化水素が分解する際に発生するヒドロキシラジカルやヒドロペルオキシラジカルなどのフリーラジカルが、歯の着色有機質の二重結合部分を切断して低分子化することにより起こる「無色化」により、歯の明度を上げることにより白くする方法である。

## 種類
ホワイトニングには歯科医院内で行う「オフィスホワイトニング」と、自宅で行う「ホームホワイトニング」、その中間の「アシステッドホワイトニング」、神経のない歯に対して行う「ウォーキングブリーチ」などがある。通常、オフィスホワイトニングには15 - 40%の過酸化水素製剤、ホームホワイトニングには5 - 38%の過酸化尿素製剤が使用される。オフィスホワイトニングでは、この薬剤にハロゲンライト、プラズマアークライト、レーザー、LEDなどを照射し、過酸化水素の分解を促進する。歯のホワイトニングに使用される過酸化物は薬機法により医療機器と定義されており許可された医院以外の販売は禁止されている。

## 懸念される問題

### 無資格で行われるホワイトニング
美容室やエステティックサロンなど、過酸化物が使えない事業者がホワイトニングサービスを提供している場合もあるとされる。このような店舗では、ポリリン酸など許可が不要な薬品が利用されているとされるが、使用される薬剤の品質などは保証されておらず、専門学会は推奨していない。
医薬品に該当するホワイトニング剤を用いたり、医療機器に該当する照射ライトを用いたりする場合は医療行為に該当し、歯科医師の資格なく行えば、医師法違反、歯科医師法違反および医薬品、医療機器等の品質、有効性及び安全性の確保等に関する法律（薬機法）違反の犯罪行為となる。

### セルフホワイトニング
無免許で行うホワイトニングをセルフホワイトニングと称して提供している業者もあるが、使用される薬剤の内容が不明であり、薬剤の管理も歯科医師のような責任のある者によって行われているわけではないため、健康被害を引き起こす危険性が指摘されている。
また、事業者等との間で契約を伴うセルフホワイトニングでは、自身で機器等を使用するため、一般に特定商取引法に定める特定継続的役務の対象外となるケースが多く、クーリング・オフや契約書の交付義務、中途解約のルールは適用されない。2025年、国民生活センターは、セルフホワイトニングの契約に関して事前に内容や解約条件等について確認し、納得した上で契約するよう呼びかけている。